# Петров, Иван Михайлович (Герой Социалистического Труда)
Иван Михайлович Петров (1922—1989) — советский передовик сельскохозяйственного производства, Герой Социалистического Труда (1966).

## Биография
Родился в 1922 году в Петроградской губернии. Член КПСС.
Участник Великой Отечественной войны, водитель в составе 2-го гвардейского механизированного корпуса на Сталинградском, Донском, Белорусском и 2-м Украинском фронтах. С 1946 года — на хозяйственной, общественной и политической работе. В 1946—1982 гг. — механизатор, комбайнёр Переяславского совхоза Рыбинского района Красноярского края, неоднократный участник ВДНХ СССР.
21 января 1966 года представлен на соискание звания Героя Социалистического Труда решением № 27 заседания бюро Красноярского крайкома КПСС. Указом Президиума Верховного Совета СССР от 23 июня 1966 года присвоено звание Героя Социалистического Труда с вручением ордена Ленина и золотой медали «Серп и Молот».
Делегат XXIV съезда КПСС.
Умер в деревне Налобино Рыбинского района Красноярского края.